# Bielsko-Biała Główna
Bielsko-Biała Główna – stacja kolejowa w Bielsku-Białej, w województwie śląskim, w Polsce. Znajduje się na wysokości 327 m n.p.m.

## Ruch pasażerski
| Rok  | Wymiana roczna | Wymiana pasażerska na dobę | miejsce w Polsce |
| ---- | -------------- | -------------------------- | ---------------- |
| 2017 | 1 640 000      | 4 500                      | 56               |
| 2018 | 1 640 000      | 4 500                      | 52               |
| 2019 | 1 930 000      | 5 300                      | 46               |
| 2020 | 1 390 000      | 3 800                      | 46               |
| 2021 | 1 570 000      | 4 300                      | 58               |
| 2022 | 1 860 000      | 5 100                      | 58               |

## Historia

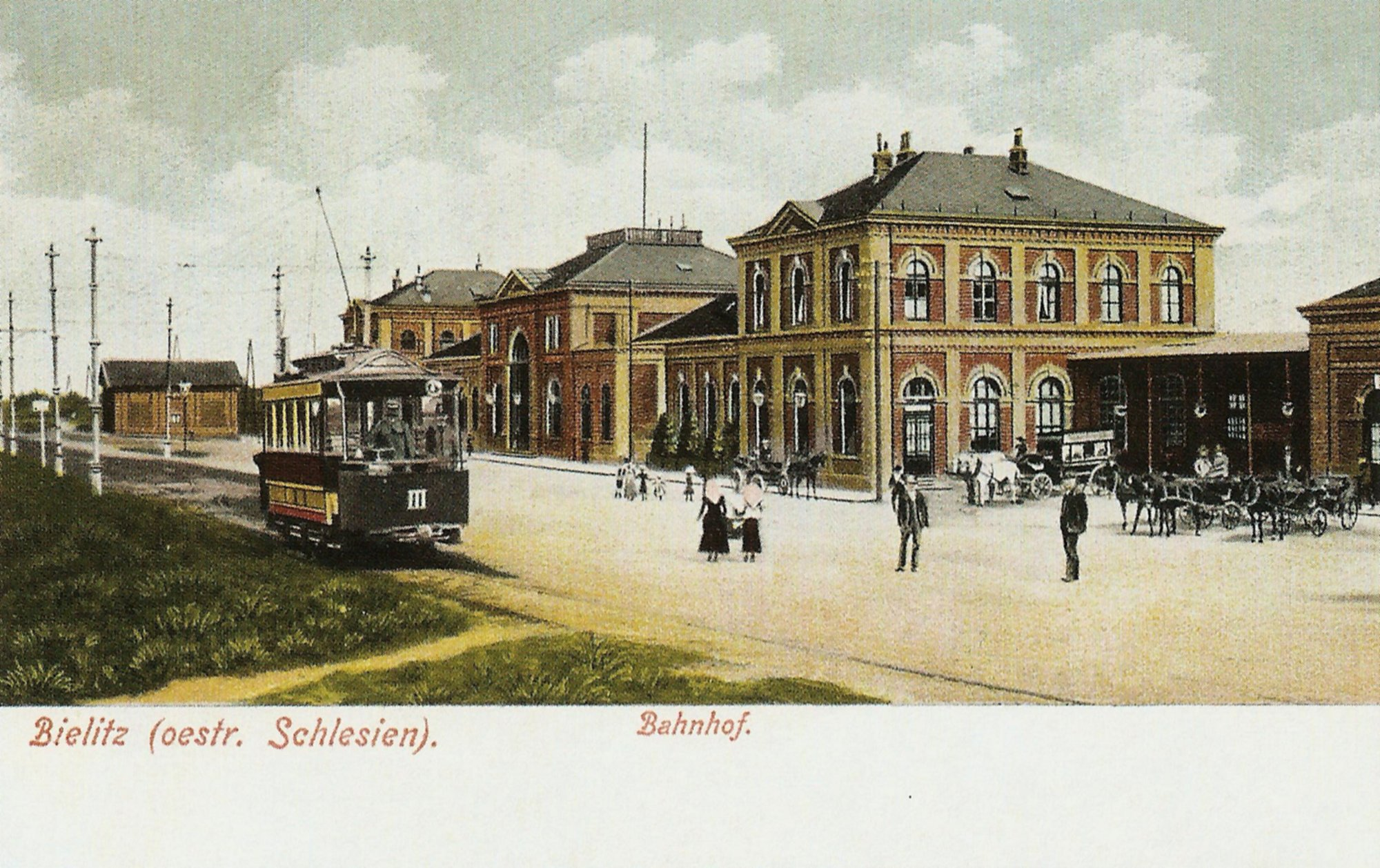
Dworzec w Bielsku około roku 1905

Stacja kolejowa została otwarta w 1855 roku na odgałęzieniu z Dziedzic austriackiej Kolei Północnej. Do pierwotnego dworca, zlokalizowanego na ówczesnych peryferiach miasta, prowadziła wytyczona także wtedy ulica Kolejowa (Bahnstrasse), obecnie Barlickiego. Wpierw była to stacja końcowa linii z Dziedzic, w 1878 została przedłużona do Żywca. Wkrótce okazało się, iż ze względu na zwiększoną przepustowość, stacja stała się nieodpowiednia do obsługi pasażerów, dlatego rada miejska zadecydowała w 1887 roku o budowie nowego dworca kolejowego. Został zbudowany w latach 1889-1890 przez zakład architekta Karola Korna według projektu architekta Karola Schulza. Projekt nawiązywał do architektury dworców powstałej w 1888 roku Kolei Miast Morawsko-Śląskich łączącej Morawy i Śląsk Cieszyński wraz z przedłużeniem do Kalwarii Zebrzydowskiej, której to linii dworzec w Bielsku stał się częścią. Przy budowie nowego dworca została wyburzona stara hala peronowa, jednak sam budynek nie został wyburzony (istnieje on do dziś przy ul. Wałowej). Uroczyste otwarcie dworca nastąpiło 26 lutego 1890 roku. We wnętrzu oczekiwanie na podróż miały uprzyjemniać stylizowane na antyczne polichromie wykonane przez wiedeńskich artystów. 3 czerwca 1994 roku dworzec został wpisany do rejestru zabytków. W latach 1997–2001 poddano go renowacji podczas której wymieniono pokrycie dachowe, stolarkę okienną i drzwiową, wyremontowano wiatę peronową przylegającą do budynku oraz odnowiono polichromie w stylu pompejańskim. Wyremontowany obiekt otwarto 15 września 2001 roku. Zabytkowy dworzec otrzymał tytuł "Modernizacja Roku 2001" i znajduje się na Szlaku Zabytków Techniki Województwa Śląskiego.
25 listopada 1994 roku z 140-lecia lokomotywowni w Czechowicach-Dziedzicach na stacji został otwarty skansen parowozów, który funkcjonował do 2001 roku. Parowozy przetransportowano do Skansenu Taboru Kolejowego w Chabówce i lokomotywowni w Krakowie-Płaszowie. W 1900 roku została zbudowana parowozownia, która funkcjonowała do 30 maja 1964 roku, parowozy przeniesiono do lokomotywowni w Zebrzydowicach.
13 grudnia 2015 na stacji Bielsko-Biała Główna zaczęły się zatrzymywać pociągi kategorii Express InterCity Premium obsługiwane składami ED250 Pendolino.

## Galeria

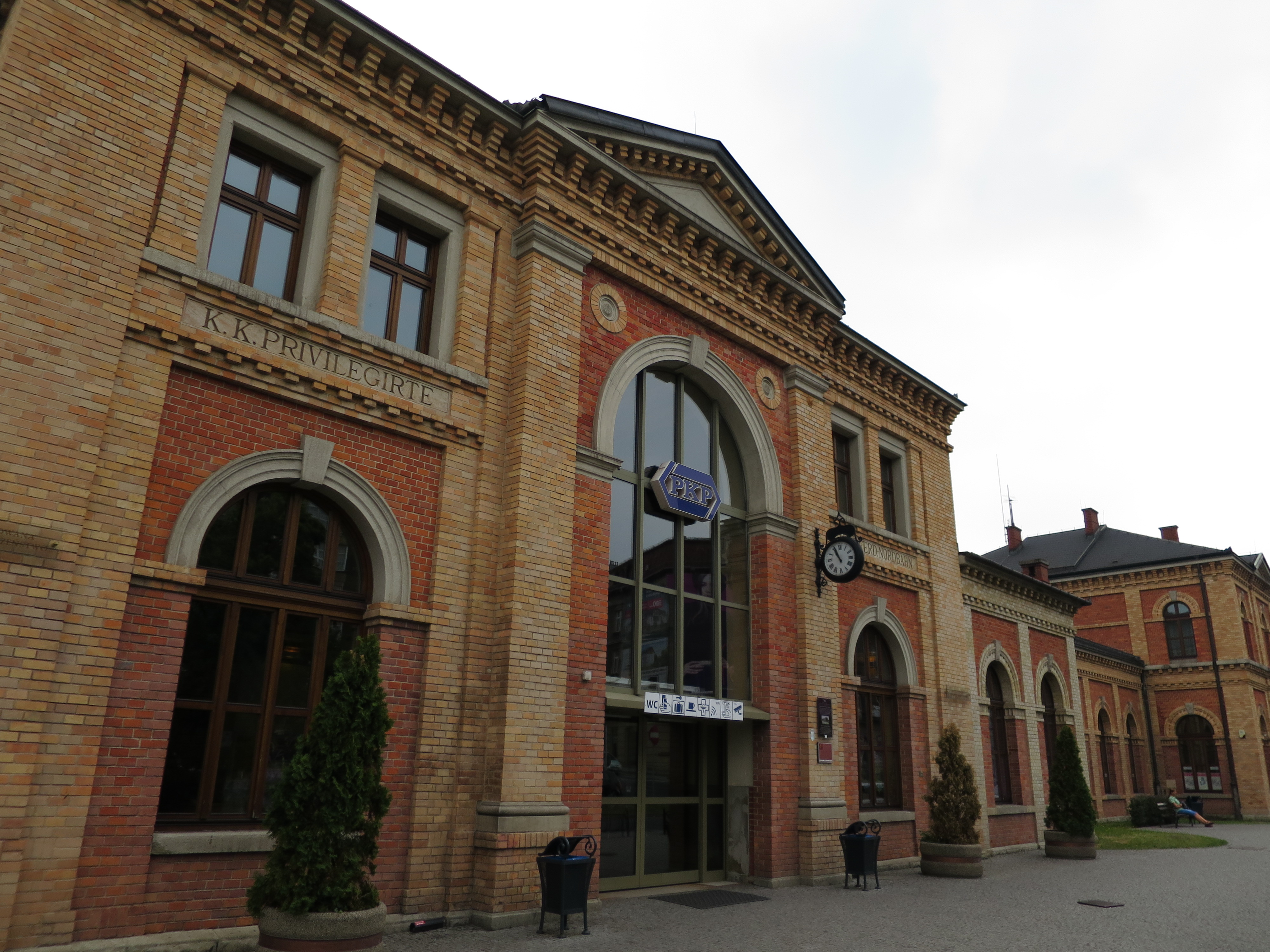
Wejście na dworzec
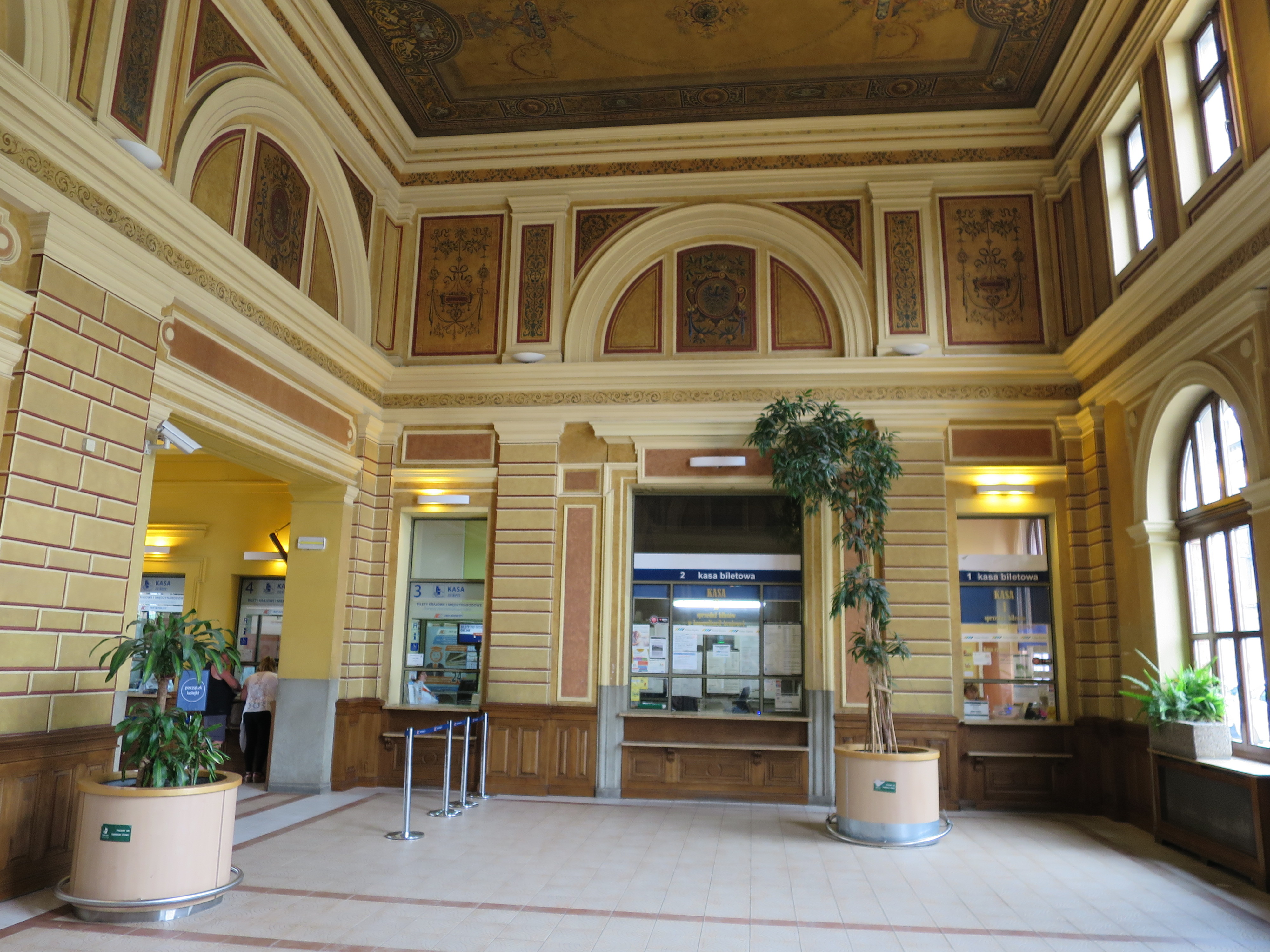
Kasy biletowe
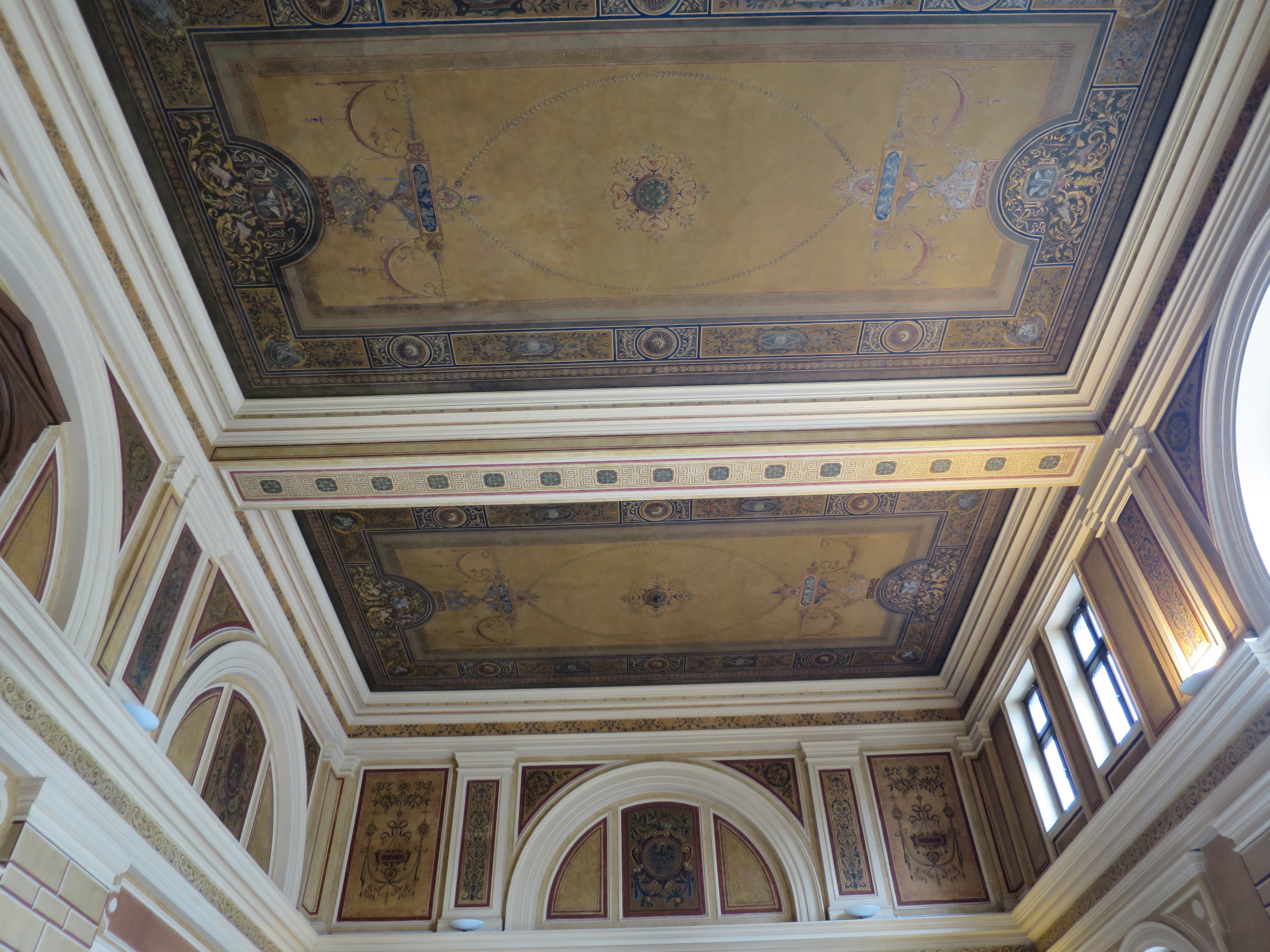
Sufit
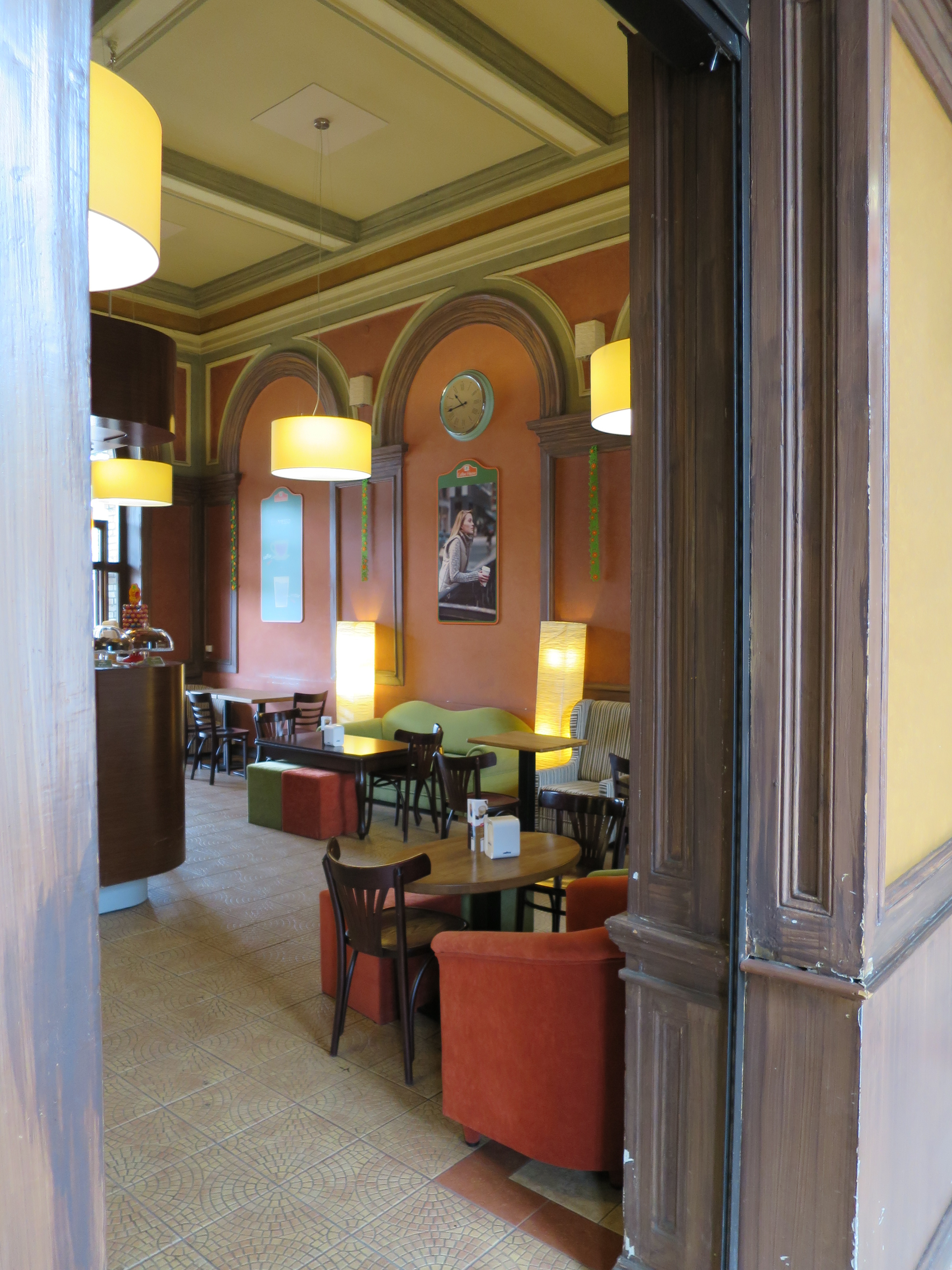
Kawiarnia dworcowa
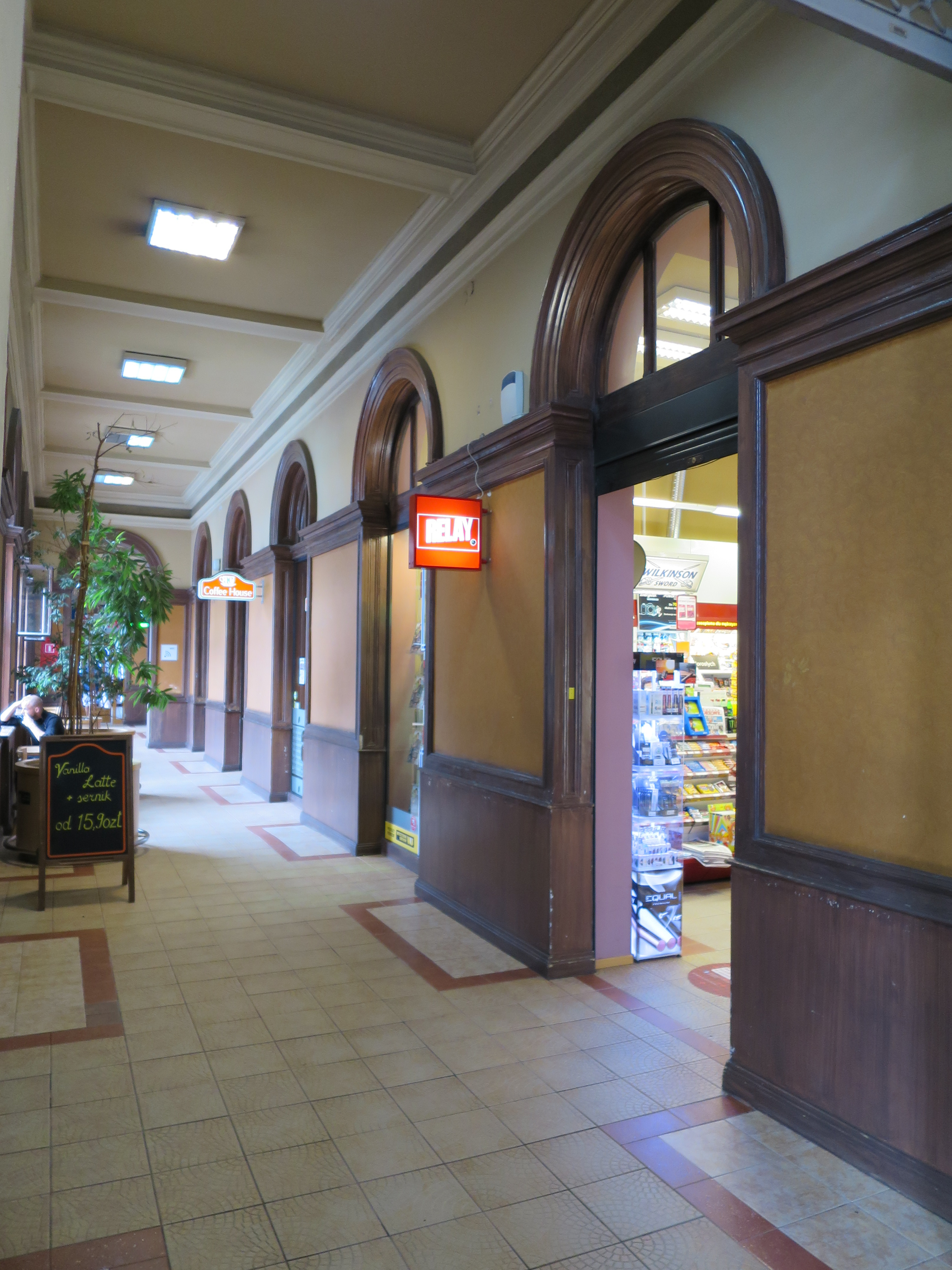
Część handlowa
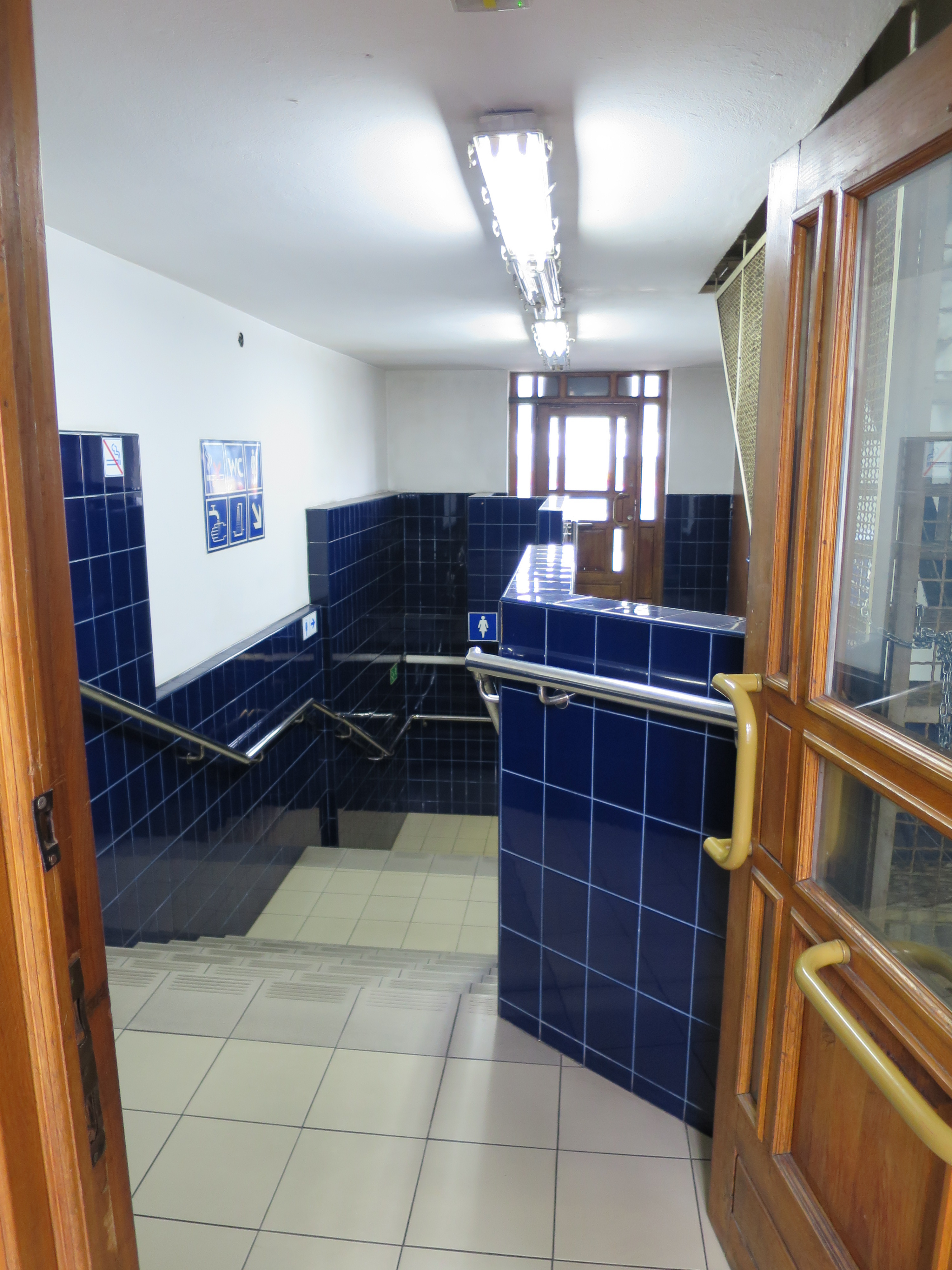
Zejście do toalet
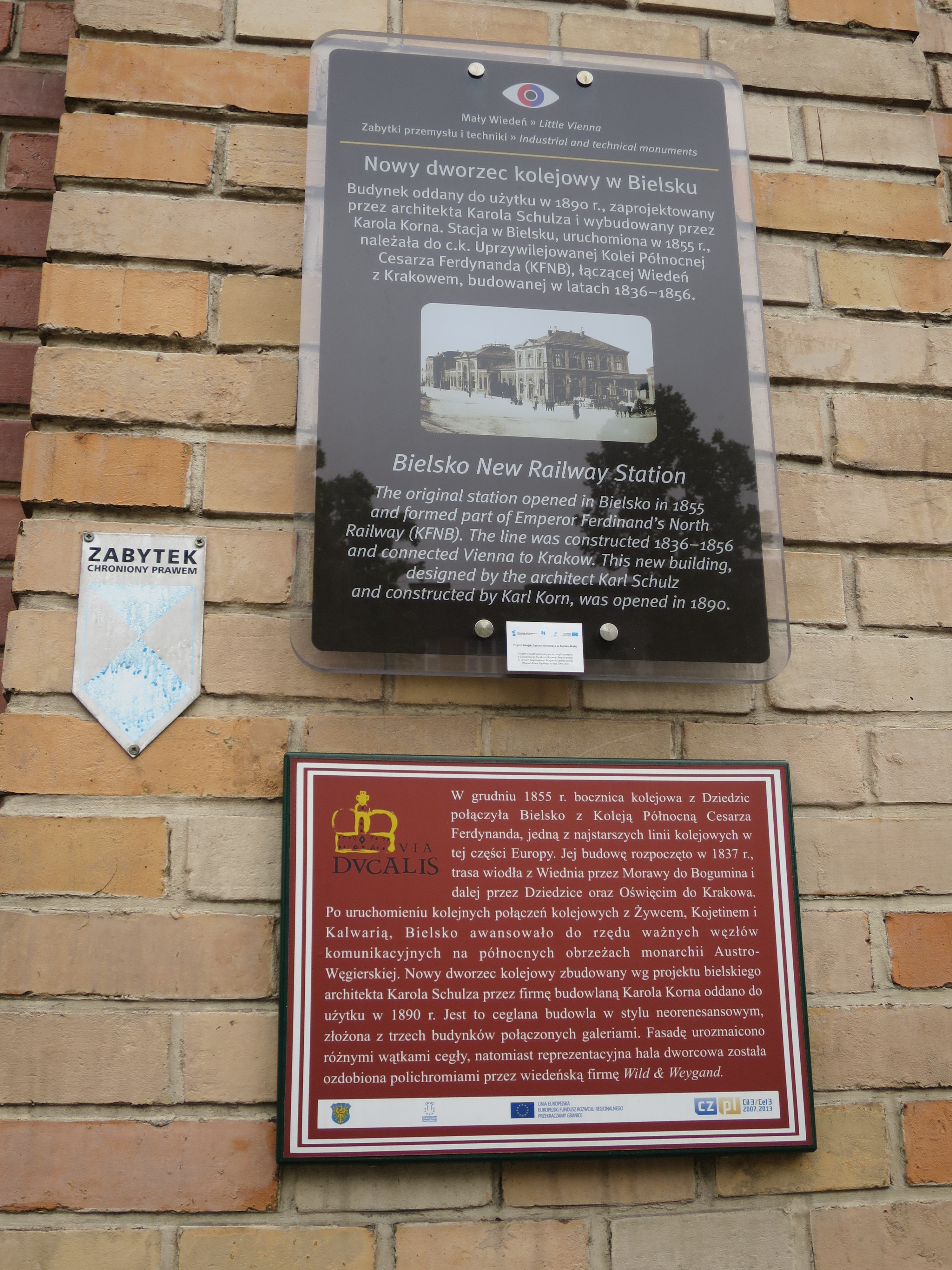
Tablica historyczna
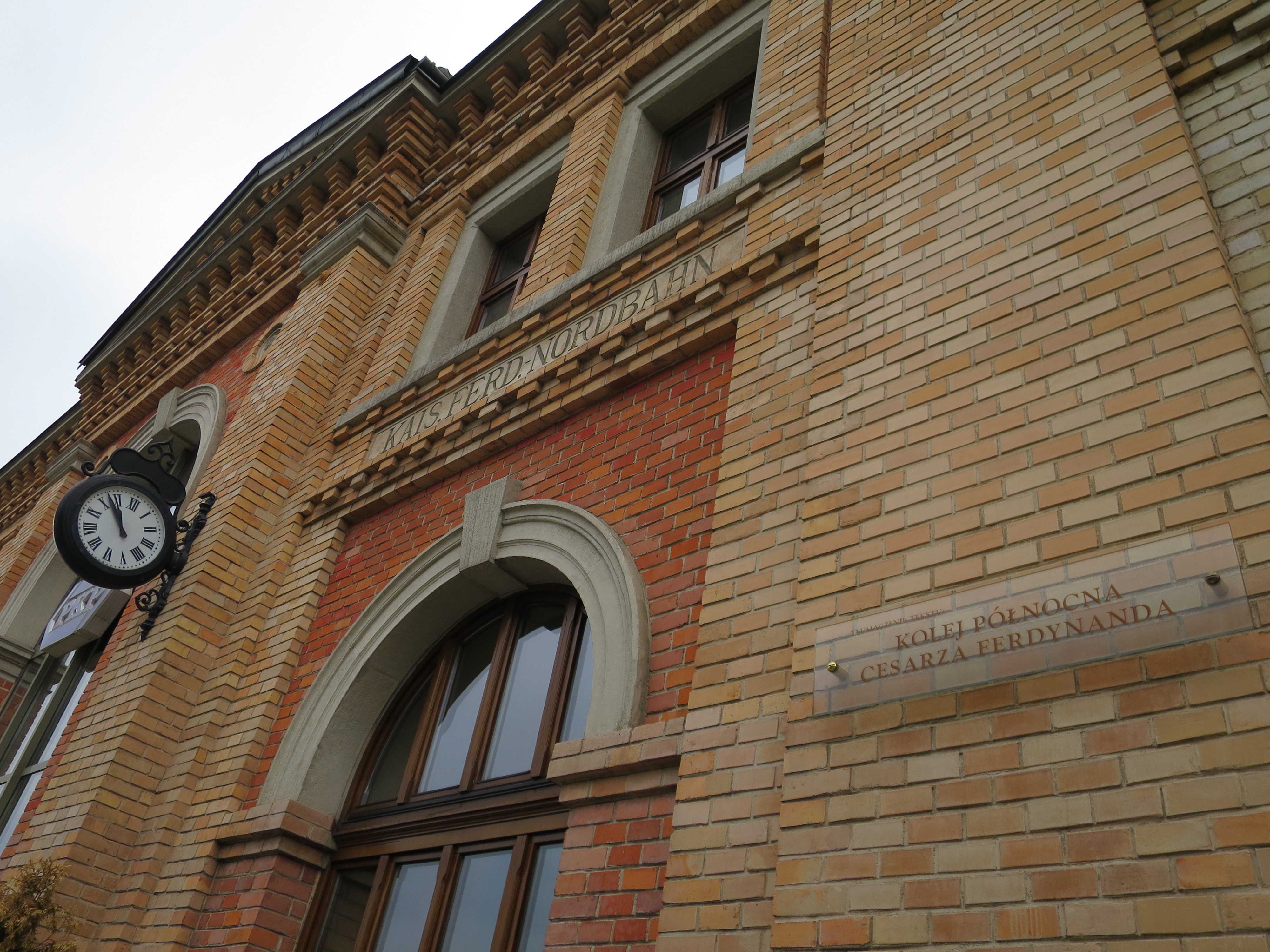
Napis "Kolej Północna Cesarza Ferdynanda"
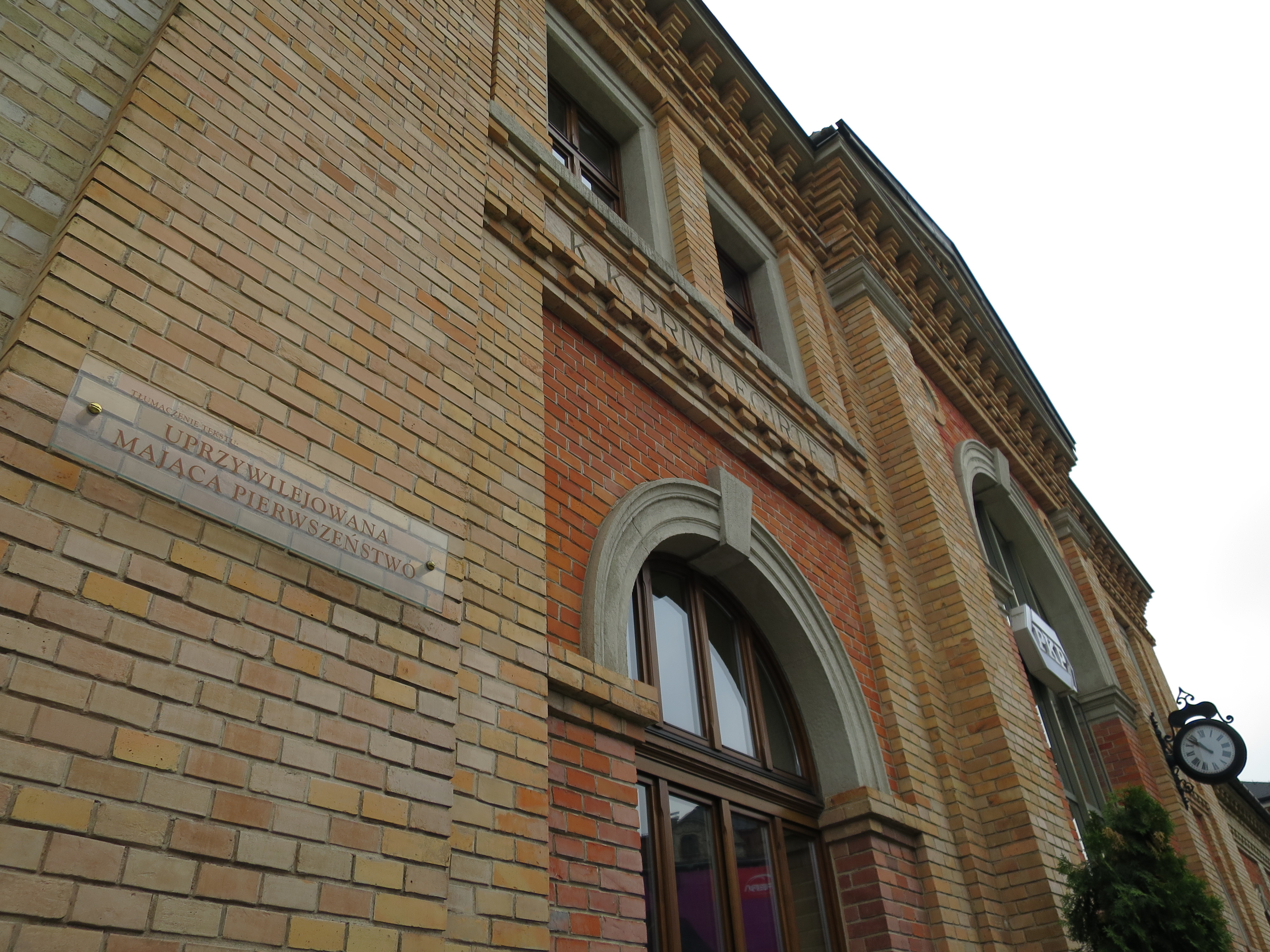
Napis "Uprzywilejowana, mająca pierwszeństwo"
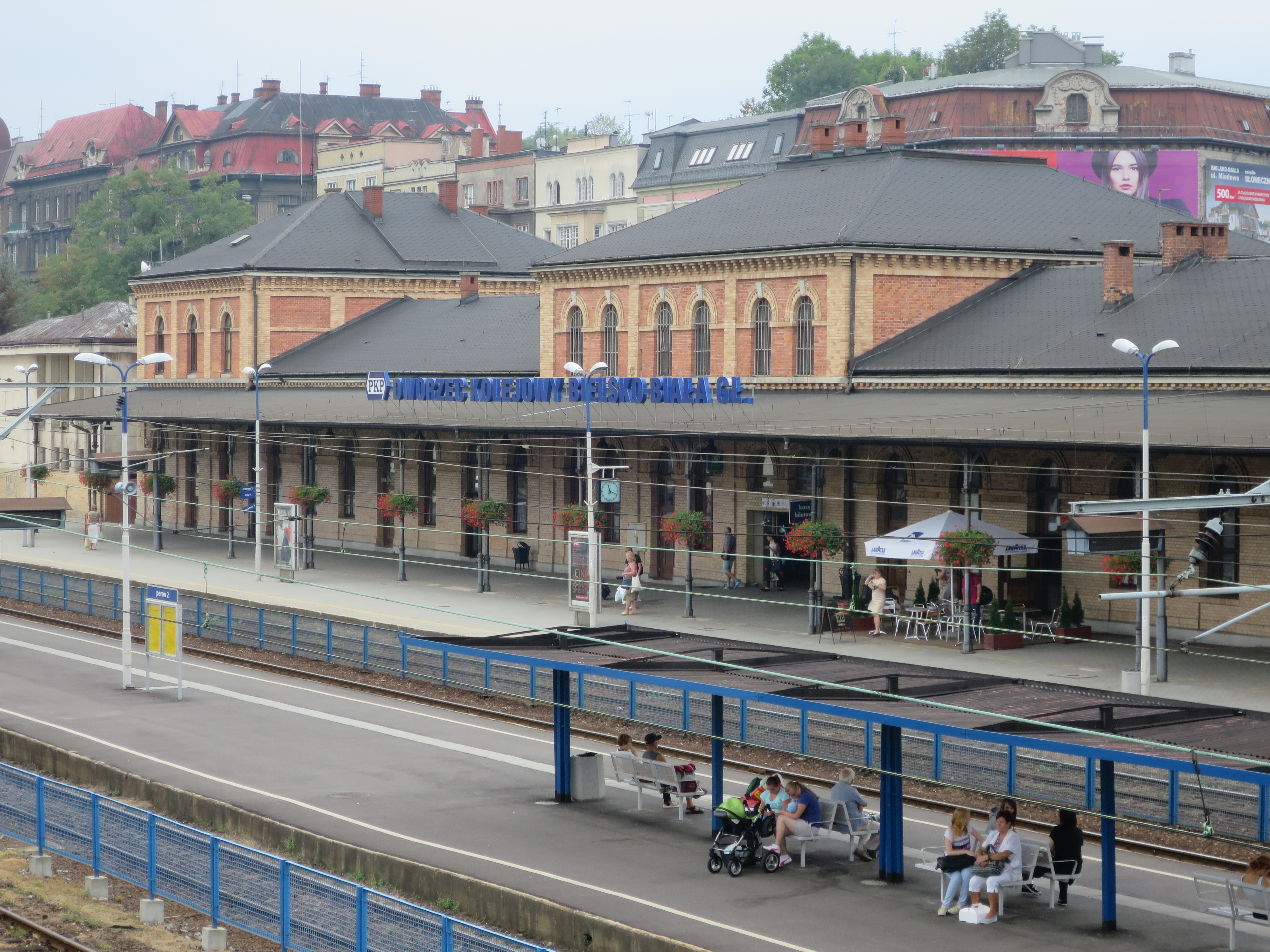
Dworzec od strony peronów